# Ferd Hayward
Ferd Hayward, född 21 augusti 1911, död 12 september 1988, var en friidrottare från Kanada. Han deltog vid olympiska sommarspelen 1952.